# Rafael Leão
Rafael Alexandre da Conceição Leão, zkráceně jen Rafael Leão (10. červen 1999, Almada, Portugalsko), je portugalský fotbalový útočník, který od roku 2019 hraje za italský klub AC Milán. Hraje i za reprezentaci Portugalska.

## Přestupy
- z Sporting CP do Lille za 20 200 000 Euro
- z Lille do Milán za 49 500 000 Euro

## Kariéra

### Klubová

#### Sporting
Od roku 2008 byl v mládežnickému sektoru Sportingu. V prvním týmu debutoval 12. října 2017, ve věku 18 let, v zápase Portugalského poháru, který vyhrál a vstřelil i branku. V únoru 2018 debutoval v lize proti Feirense (2:0) a první branku vstřelil 2. března proti Portu (1:2). Na konci sezóny, stejně jako mnoho jeho spoluhráčů, jednostranně rozvázal smlouvu kvůli násilnému útoku organizovanému mnoha fanoušky ve sportovním centru klubu po neúspěchu v kvalifikaci do LM. Avšak vzhledem k tomu, že ukončení bylo jednostranné, byl nucen zaplatit klubu 16,5 milionu Euro.

#### Lille
Dne 8. srpna 2018 odešel do Francouzského Lille, se kterým podepsal pětiletou smlouvu. První utkání odehrál 30. září proti Olympique Marseille (3:0) a první branku vstřelil 27. října proti Caen. Za sezonu odehrál celkem 26 utkání a vstřelil 8 branek a pomohl klubu k 2. místu v lize.

#### Milán
Dne 1. srpna 2019 jej koupil italský Milan, se kterým podepsal pětiletou smlouvu. První utkání odehrál již 25. srpna jako náhradník proti v Udinese (0:1) a první branku vstřelil 29. září proti Fiorentině (1:3). Svou první sezonu u Rossoneri uzavřel bilancí: celkem 33 utkání a 6 branek.
V následující sezoně vstřelil první branku v Evropských pohárů a to 29. října proti Spartě Praha (3:0). Dne 20. prosince 2020 proti Sassuolu vstřelil v čase 6,76 sekund, nejrychlejší gól v historii Serie A a nejrychlejší v historii pěti hlavních lig UEFA. I díky jeho 6 brankám se s klubem umístil na 2. místě o dva body před mistrem se vstupenkou do LM.
Ve své třetí sezoně u Rossoneri odehrál první zápasy v LM a vstřelil i branku při zápase proti Atléticu Madrid. Skupinu zakončil na posledním místě. V lize střílel branky a také na spoustu přihrál. Branky střílel v hlavních zápasech o titul. Květnových kolech nejprve rozhodl domácí zápas proti Fiorentině, za týden přihrál na dvě branky proti Sassuolu (3:0) a pomohl tak po 11 letech vyhrát pro Rossoneri titul. Na konci sezóny byl zvolen nejlepším hráčem Serie A. Celková bilance sezony byla 42 utkání a 14 branek.
Na začátku sezóny 2022/23 vstřelil dvě branky při výhře nad Interem (3:2) v 1. kole v lize. Dne 10. září 2022 obdržel první červenou kartu při utkání Sampdorii (2:1). V LM odehrál 11 utkání a vstřelil 1 branku a pomohl klubu se dostat až do semifinále, kde jej vyřadil městský rival Inter. V lize nastoupil do 35 utkání a vstřelil 15 branek a pomohl ke 4. místu. Na konci sezony prodloužil smlouvu do roku 2028.

### Reprezentační
Hrál za všechny portugalské mládežnické národní týmy a 5. října 2021 byl poprvé povolán do seniorského národního týmu. O čtyři dny později debutoval, když nastoupil jako náhradník na začátku druhé poloviny přátelského zápasu proti Kataru. Byl v nominaci na MS 2022, kde vstřelil první dvě branky v reprezentaci. První branku vstřelil proti Ghaně (3:2). Také se zúčastnil ME 2024, kde odehrál 4 zápasy.

## Statistika

### Klubová
| Sezóna          | Klub            | Liga            | Liga   | Liga | Ligové poháry | Ligové poháry | Ligové poháry | Kontinentální poháry | Kontinentální poháry | Kontinentální poháry | Celkem | Celkem |
| Sezóna          | Klub            | Soutěž          | Zápasy | Góly | Soutěž        | Zápasy        | Góly          | Soutěž               | Zápasy               | Góly                 | Zápasy | Góly   |
| --------------- | --------------- | --------------- | ------ | ---- | ------------- | ------------- | ------------- | -------------------- | -------------------- | -------------------- | ------ | ------ |
| 2017/18         | Sporting CP     | Primeira Liga   | 3      | 1    | PP+PLP        | 1+0           | 1+0           | LM+EL                | 0+1                  | 0+0                  | 5      | 2      |
| 2018/18         | Lille           | Ligue 1         | 24     | 8    | FP+FLP        | 2+0           | 0+0           | -                    | 0                    | 0                    | 26     | 8      |
| 2019/20         | Milán           | Serie A         | 31     | 6    | IP            | 2             | 0             | -                    | 0                    | 0                    | 33     | 6      |
| 2020/21         | Milán           | Serie A         | 30     | 6    | IP            | 2             | 0             | EL                   | 8                    | 1                    | 40     | 7      |
| 2021/22         | Milán           | Serie A         | 34     | 11   | IP            | 4             | 2             | LM                   | 4                    | 1                    | 42     | 14     |
| 2022/23         | Milán           | Serie A         | 35     | 15   | IP+IS         | 1+1           | 0+0           | LM                   | 11                   | 1                    | 48     | 16     |
| 2023/24         | Milán           | Serie A         | 34     | 9    | IP            | 2             | 2             | LM+EL                | 5+6                  | 1+3                  | 47     | 15     |
| 2024/25         | Milán           | Serie A         | 34     | 8    | IP+IS         | 5+1           | 1+0           | LM                   | 10                   | 3                    | 50     | 12     |
| Celkem za Milán | Celkem za Milán | Celkem za Milán | 198    | 55   | -             | 18            | 5             | -                    | 44                   | 10                   | 260    | 70     |
| Celkově         | Celkově         | Celkově         | 237    | 71   | -             | 21            | 6             | -                    | 45                   | 10                   | 303    | 87     |

### Reprezentační

#### Statistika na velkých turnajích
| Reprezentace | Rok     | Zápasy               | Zápasy  | Zápasy      | Zápasy           | Zápasy           | Zápasy            |
| Reprezentace | Rok     | Fáze turnaje         | Datum   | Soupeř      | Odehraných minut | Vstřelené branky | Výsledek          |
| ------------ | ------- | -------------------- | ------- | ----------- | ---------------- | ---------------- | ----------------- |
| Portugalsko  | MS 2022 | 1 zápas ve skupině H | 24. 11. | Ghana       | 13               | 1                | 3:2               |
| Portugalsko  | MS 2022 | 2 zápas ve skupině H | 28. 11. | Uruguay     | 21               | 0                | 2:0               |
| Portugalsko  | MS 2022 | 3 zápas ve skupině H | 2. 12.  | Jižní Korea | 25               | 0                | 1:2               |
| Portugalsko  | MS 2022 | Osmifinále           | 6. 12.  | Švýcarsko   | 3                | 1                | 6:1               |
| Portugalsko  | MS 2022 | Čtvrtfinále          | 10. 12. | Maroko      | 21               | 0                | 0:1               |
| Portugalsko  | ME 2024 | 1 zápas ve skupině F | 18. 6.  | Česko       | 63               | 0                | 2:1               |
| Portugalsko  | ME 2024 | 2 zápas ve skupině F | 22. 6.  | Turecko     | 45               | 0                | 2:0               |
| Portugalsko  | ME 2024 | Osmifinále           | 1. 7.   | Slovinsko   | 76               | 0                | 0:0 (3:0 na pen.) |
| Portugalsko  | ME 2024 | Čtvrtfinále          | 5. 7.   | Francie     | 105              | 0                | 0:0 (3:0 na pen.) |

## Úspěchy

### Klubové
- vítěz italské ligy (1x)

Milán: 2021/22
- vítěz portugalského ligového poháru (1x)

Sporting: 2017/18
- vítěz italského superpoháru (1x)

Milán: 2024

### Reprezentační
- 1x na MS (2022)
- 1x na ME (2024)
- 1× na LN UEFA (2024/25 – zlato)
- 1x na ME 21 (2021 – stříbro)
- 1x na MS 20 (2019)

### Individuální
- nejlepší hráč italské ligy (2021/22)